# William Taft
William Howard Taft (ur. 15 września 1857 w Cincinnati, zm. 8 marca 1930 w Waszyngtonie) – amerykański polityk, 27. prezydent Stanów Zjednoczonych (1909–1913), prezes Sądu Najwyższego Stanów Zjednoczonych (1921–1930), jedyna osoba w historii, która pełniła oba te urzędy.

## Dzieciństwo i młodość
William Howard Taft urodził się 15 września 1857 w Cincinnati. Był synem Alphonsa Tafta, sekretarza wojny i prokuratora generalnego w gabinecie Ulyssesa Granta i jego drugiej żony Loiuse Marii Torrey. Taft miał czworo rodzonego i pięcioro przyrodniego rodzeństwa. Uczęszczał do szkoły podstawowej w rodzinnym mieście, a następnie ukończył szkołę średnią Woodward High School. W 1874 rozpoczął studia na Uniwersytecie Yale, które ukończył po czterech latach. Następnie powrócił do Cincinnati, gdzie pracował w zakładzie prawniczym ojca, a wkrótce potem rozpoczął studia prawnicze na lokalnej uczelni. Dyplom i licencję prawnika uzyskał w maju 1880.

## Kariera polityczna
W latach osiemdziesiątych XIX stulecia działał w Partii Republikańskiej, m.in. wspierając ojca, gdy kandydował na gubernatora Ohio. Pracował jako prokurator okręgowy, poborca podatkowy i adwokat. W latach 1887–1890 pełnił funkcję sędziego Sądu Najwyższego stanu Ohio. W lutym 1890, z rekomendacji Benjamina Harrisona, został głównym prawnikiem rządu federalnego przed Sądem Najwyższym i pełnił tę funkcję do 1892. Od 1892 do 1900 był sędzią szóstego okręgu, obejmującego Ohio, Kentucky, Michigan i Tennessee.
W 1900 roku prezydent William McKinley złożył Taftowi propozycję objęcia przewodnictwa komisji nadzorującej Filipiny. Licząc na nominację na sędziego Sądu Najwyższego, Taft początkowo rozważał odrzucenie oferty, lecz ostatecznie ją przyjął i wiosną 1900 wyjechał na Filipiny. Rok później został oficjalnie mianowany cywilnym gubernatorem tego kraju i pozostał nim do 1904. W ramach zarządzania, zreformował system sądownictwa i dbał o rozwój handlu poprzez budowę dróg i portów.
Za prezydentury Theodore’a Roosevelta, Taft dwukrotnie odrzucił nominację do Sądu Najwyższego, lecz w 1904 przyjął ofertę objęcia stanowiska sekretarza wojny. Jako członek rządu, nadal nadzorował politykę na Filipinach. Ponadto pełnił rolę specjalnego ambasadora – kontrolował prace nad budową Kanału Panamskiego, pertraktował zawieszenie broni między Japonią a Rosją i negocjował pokój na Kubie. Marząc o stanowisku prezesa Sądu Najwyższego, Taft planował ubiegać się o nie, gdy tylko będzie wakat, jednak dotychczasowy prezes Melville Weston Fuller nie planował przejść na emeryturę. Pod naciskiem rodziny i przyjaciół Taft zdecydował się starać się o prezydenturę w 1908. Dzięki wpływom i gorącemu poparciu Roosevelta Taft uzyskał nominację, na konwencji Partii Republikańskiej w czerwcu 1908 w Chicago. Kandydatem na wiceprezydenta został James Sherman. W głosowaniu powszechnym Taft uzyskał ponad 7,5 miliona głosów, wobec niecałych 6,5 miliona dla Williama Bryana. W głosowaniu Kolegium Elektorów republikanin zdobył 321 głosów, a demokrata – 162 głosy.

## Prezydentura
Taft został zaprzysiężony 4 marca 1909. Zaraz po objęciu urzędu usiłował przeciwdziałać, istniejącej od około dwóch dekad, polityce protekcjonistycznej. Udało mu się nieco obniżyć stawki celne, jednak społeczeństwo, zwłaszcza farmerzy, byli rozczarowani, bowiem oczekiwano dalej idących zmian. Prezydent pilnował także przestrzegania antymonopolowej ustawy Shermana, dzięki czemu rozpraw sądowych o jej naruszenie było dwukrotnie więcej, niż za prezydentury Roosevelta. W 1910 powołała agencję Interstate Commerce Commission, której zadaniem było kontrolowanie i nadzór nad firmami transportowymi i komunikacyjnymi. Kapitaliści uznali tę propozycję, podobnie jak ustanowienie 2-procentowej stawki podatku od korporacji, za nieuzasadnioną ingerencję rządu w sektor prywatny. Jednakże prezydent powołał także Komisję ds. Skuteczności i Gospodarki, opowiadał się za redukcją wydatków rządowych, zmniejszeniem ilości pracowników w centralnej administracji i ograniczeniem wydatków na cele społeczne, co zapewniło mu poparcie konserwatystów i niektórych reprezentantów biznesu. Wprowadził także program ochrony środowiska naturalnego, który jednak był mocno blokowany przez Kongres.
Polityka Tafta jest określana mianem „dyplomacji dolara”, co oznacza wykorzystanie instrumentów finansowych do realizacji polityki za granicą USA. Sekretarz stanu Philander C. Knox, realizując założenia rooseveltowskiego uzupełnienia doktryny Monroego, skorzystał z dyplomacji dolarowej by ściągnąć należności od rządu Nikaragui. Zaproponował by banki amerykańskie spłaciły długi, w zamian za wpływy w postaci ceł. Prezydent Adolfo Díaz zgodził się wstępnie na te warunki, lecz wywołało to rebelię w kraju. Wówczas Díaz poprosił USA o pomoc militarną, a po jej otrzymaniu stłumił protest. Stanom Zjednoczonym zależało na kontroli tego rejonu, gdyż Nikaragua była potencjalnym miejscem na budowę kanału międzyoceanicznego. Znacznie bardziej zdecydowanie Taft ingerował w sprawy wewnętrzne Meksyku, gdzie dokonał interwencji zbrojnej podczas wyborów prezydenckich i walki pomiędzy Porfirio Díazem a Franciscem Madero.
Prezydent jednak realizował założenia dyplomacji dolarowej zwłaszcza na Dalekim Wschodzie, głównie w Chinach. Ponieważ kapitaliści byli zainteresowani rynkami w Chinach, w lipcu 1909 Taft zaproponował by konsorcjum banków amerykańskich uczestniczyło w budowie chińskich kolei. Później Philander Knox usiłował wykupić koleje w Mandżurii, lecz mu się to nie udało (przeciwne temu były zwłaszcza Rosja i Japonia). Taft zdawał sobie także sprawę, że konieczne jest uregulowanie relacji handlowych z Kanadą. Kongres, opanowany przez republikanów, chciał utrzymać protekcjonistyczne stawki celne, natomiast wprowadzona w 1909 ustawa Payne’a–Aldricha dodatkowo uderzała w handel z Kanadą. Wobec tego 26 stycznia 1911 Taft, wraz z premierem Wilfridem Laurierem podpisał porozumienie celne, które zakładało możliwość sprowadzania do USA produktów (głównie rolniczych) bez nakładania ceł lub z minimalnymi stawkami. Izba Reprezentantów zatwierdziła układ, natomiast Senat opóźniał głosowanie. Ostatecznie senatorzy także poparli porozumienie, dzięki głosom demokratów.
W 1912 Taft starał się o ponowną nominację swojej partii w wyborach prezydenckich. Jednak wyzwanie rzucił mu jego dawny mentor, Theodore Roosevelt, zawiedziony prowadzoną przez Tafta polityką. Urzędujący prezydent uzyskał nominację w pierwszym głosowaniu, natomiast Roosevelt wystartował w wyborach z ramienia własnego ugrupowania – Partii Postępowej. W efekcie elektorat republikański został podzielony – Roosevelt uzyskał ok. 600 tysięcy głosów więcej od Tafta, ale zwycięzcą wyborów został kandydat Partii Demokratycznej, Woodrow Wilson.

## Emerytura i śmierć
Po opuszczeniu Białego Domu, na początku kwietnia 1913 Taft objął katedrę prawa konstytucyjnego na Uniwersytecie Yale. Funkcję tę sprawował do czerwca 1921. W czasie I wojny światowej, z inicjatywy prezydenta Wilsona, został członkiem National War Labor Board, a w czerwcu 1915 przewodniczącym Ligi na rzecz Umocnienia Pokoju. Organizacja ta opowiadała się za pokojowymi rozwiązaniami i przedłożyła projekt powstania Ligi Narodów.
W 1921 nowy prezydent, Warren Harding, mianował Tafta prezesem Sądu Najwyższego, spełniając tym samym marzenie byłej głowy państwa. Taft zreorganizował system sądowniczy Stanów Zjednoczonych, opracował wniosek podtrzymujący tezę, że prezydent może usunąć członka gabinetu bez zasięgania zgody Senatu, a także zwiększył zakres władzy federalnej w dziedzinie handlu. Z uwagi na stan zdrowia ustąpił ze stanowiska w lutym 1930.
Zmarł 8 marca 1930 w Waszyngtonie. Był pierwszym prezydentem pochowanym na Cmentarzu Narodowym w Arlington.

## Życie prywatne
William Taft poślubił Helen Herron 19 czerwca 1886. Był unitarianinem.